# Џорџијанска архитектура
 Џорџијанска архитектура  је појам који означава архитектуру џорџијанског доба, значи владавину Џорџа I, Џорџа II, Џорџа III и Џорџа IV који су владали између 1714. и 1830. године у Уједињеном Краљевству и целој Британској империји. Овај стил надовезује на енглески барок (међу најпознатије представнике се сврстава сер Кристофер Рен) и рани се покрива са европским рококоом док је касни период под утицајем класицизма. Типични материјали су опека и камен, а карактеристичне боје су црвена, браон и бела као небоја.